# Hamilton McMillan
Hamilton McMillan, noto anche come Hammy McMillan (Stranraer, 13 luglio 1963), è un giocatore di curling britannico con cittadinanza scozzese.

## Biografia
È padre di Hamilton McMillan Jr. e zio di Bobby Lammie, entrambi giocatori di curling di caratura internazionale e vicecampioni olimpici a Pechino 2022 nel torneo maschile.
Ai mondiali di Saint John 1999 si laureò campione iridato, assieme a Warwick Smith, Ewan MacDonald, Peter Loudon e Gordon Muirhead.
Rappresentò la Gran Bretagna a tre edizioni dei Giochi olimpici invernali: Calgary 1988 e Albertville 1992, in cui il curling fu sport dimostrativo, e nel Salt Lake City 2002.

## Palmarès

### Per la Scozia
- Mondiali

Vancouver 1986: argento nel torneo maschile;
Garmisch-Partenkirchen 1992: argento nel torneo maschile;
Berna 1997: bronzo nel torneo maschile;
Saint John 1999: oro nel torneo maschile;
- Europei

Engelberg 1989: oro nel torneo maschile;
Sundsvall 1994: oro nel torneo maschile;
Grindelweld 1995: oro nel torneo maschile;
Copenaghen 1996: oro nel torneo maschile;
Chamonix 1999: oro nel torneo maschile;